# Freisitz Wahlmühle

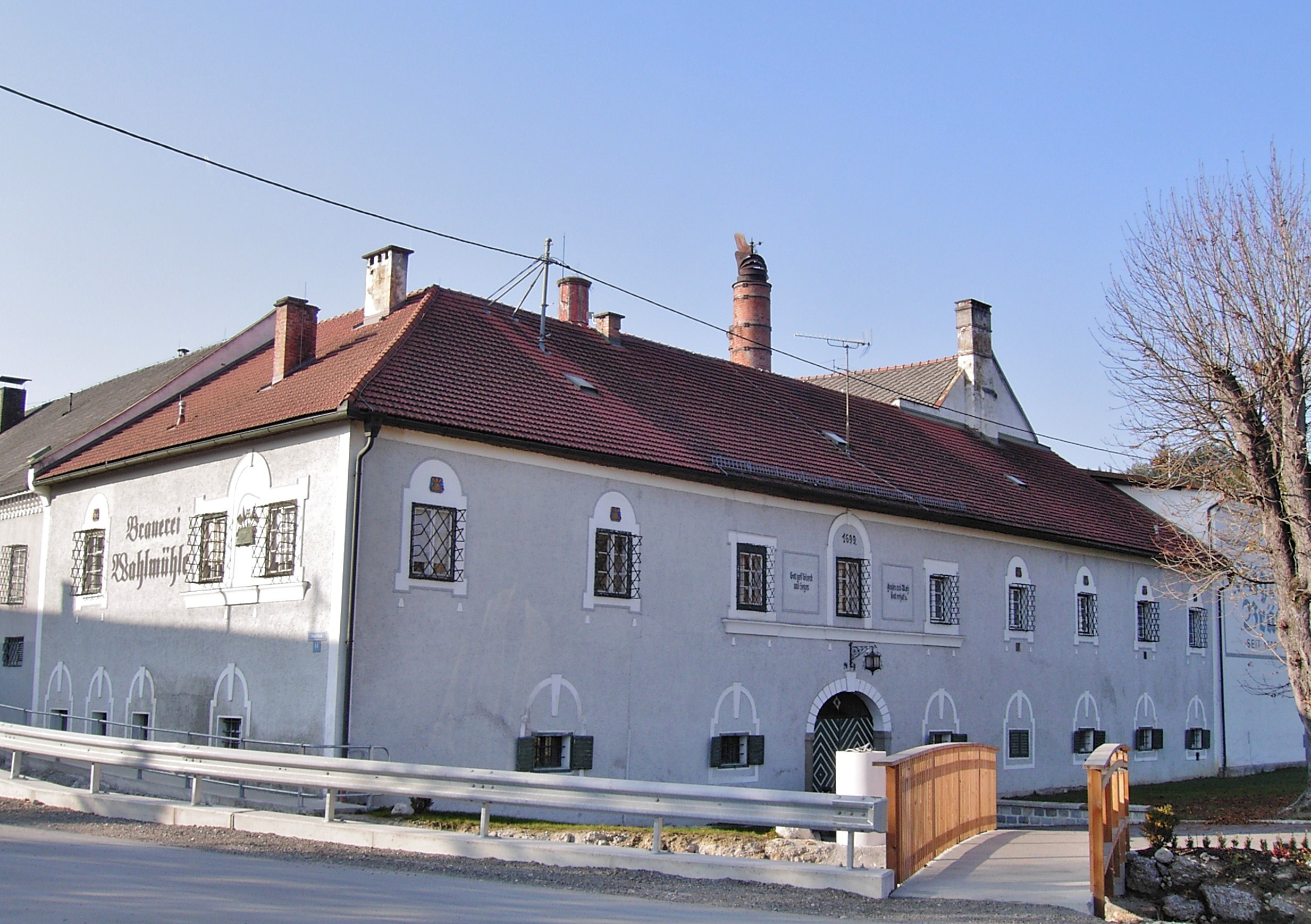
Wahlmühle heute

Der Freisitz Wahlmühle liegt in der Gemeinde Sierning im oberösterreichischen Bezirk Steyr-Land (Steyrer Straße 41). Das Haus steht unter Denkmalschutz (Listeneintrag).

## Geschichte

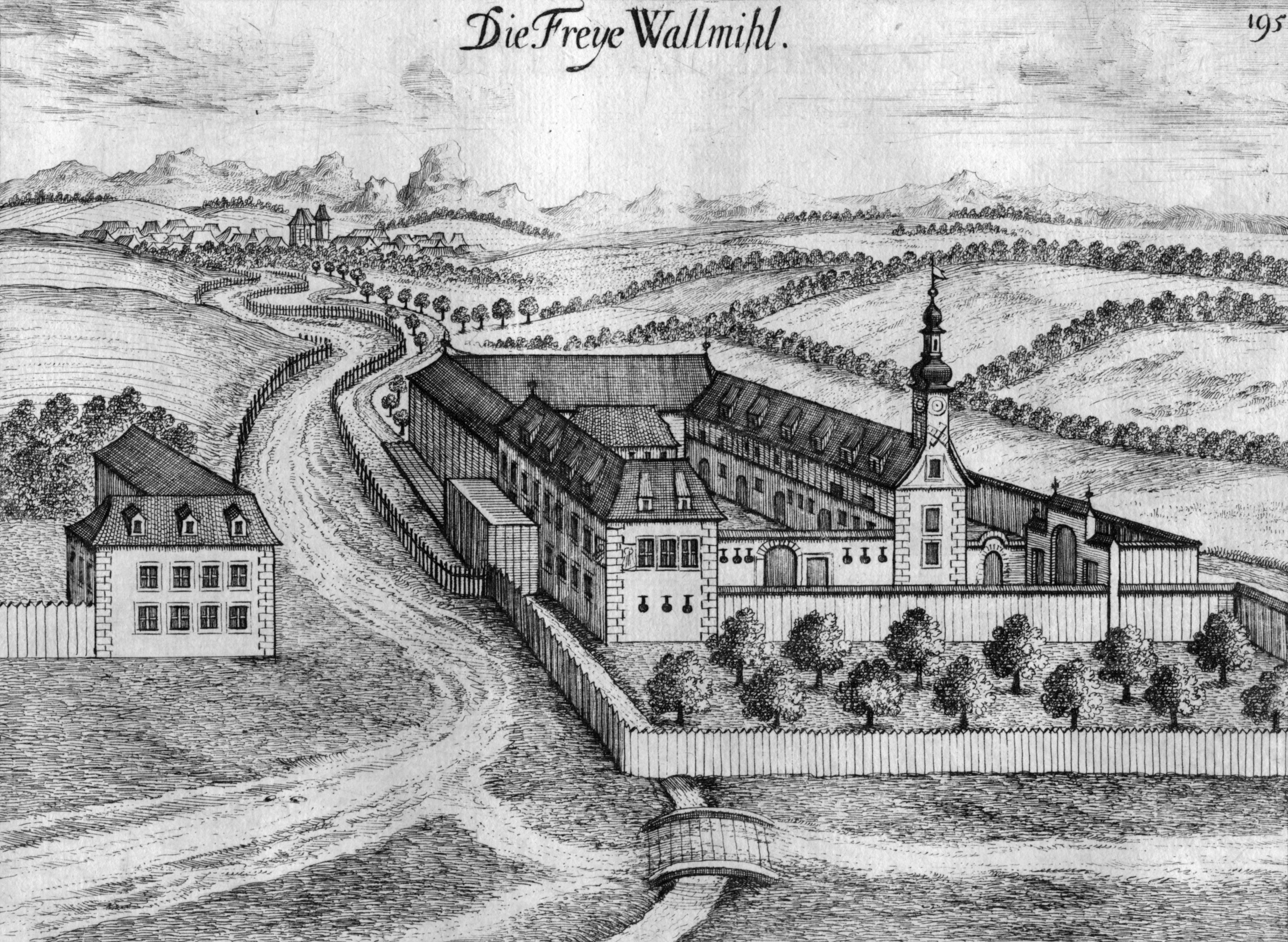
Die Freye Wallmihl nach einem Stich von Georg Matthäus Vischer von 1674

Erstmals wird die Walhmull im Lehensbuch des Königs Ladislaus Posthumus als Adelssitz 1456 erwähnt, als die Brüder Moritz, Hanns und Andres, die Welczer damit belehnt wurden. Von Hanns Welzern ging der Besitz 1485 auf dem Kaufweg an Hanns von Hohenegg. Im 17. Jahrhundert war die Wallmühle Eigentum der Spindler. Johann Paul Spindler zu Hofegg verkaufte 1653 diese Herrschaft Wahlmühle und das Spiegelhaus dabei an den Heinrich von Höchau und seiner Ehefrau Sophia, geborene Rohrbach. Diese veräußerten den Besitz 1657 an Hanns Adam von Hoheneck zu Hagenberg zu Steinbach und seine Gattin Susanna, geborene von Gera. 1668 erwarb Leonhard Leichtmayr, Pfleger zu Riedau, die Wahlmühle und das Spiegelhaus. Weitere Besitzer waren die Schmidtauer von Oberwallsee. 1699 erhob König Leopold I. für Jobst Christoph, Georg, Christoph und Tobias Ehrenreich zu einem mit allen Freiheiten ausgestatteten Landgut. Jobst Christoph Schmidtauer richtete hier ein Brauhaus ein, was zu Auseinandersetzungen mit den Losensteinern auf Losenstein und Gschwendt führte. Nach dem Tod des Jobst Christoph Schmidtauer († 1701) gelangte der Besitz über den Erbweg an Hanns Jörg Füger. Dieser war mit einer Schwester der Witwe eines Schmidtauers, Eva Maria Spindler von Hofegg, verheiratet. 1741 wurde die Wahlmühle mitsamt dem Brauhaus von Carl Franz von Auersperg, in der Zwischenzeit auch Inhaber der Herrschaft von Losenstein und Gschwendt, erworben und der Herrschaft Gschwendt einverleibt.
Das Brauhaus und später auch das Schlossgebäude wurden in der Folge an Bierbrauer verpachtet und schließlich verkauft. 1767 ging es an Johann Paul Krößwang und 1792 an Johann Nepomuk Wagner. 1902 erwarb Franz Jäger von Waldau den Besitz; die Familie ist auch heute noch Eigentümerin des Anwesens.

## Freisitz Wahlmühle einst und jetzt
Nach dem Stich von Georg Matthäus Vischer von 1674 aus seiner „Topographia Austriae superioris modernae“ war die „Freye Wallmihl“ ein geschlossenes Ensemble mit einem wehrhaft (Schießscharten) wirkenden Wohntrakt und einem zweiten, mit einem zurückgesetzten Uhrturm ausgestatteten weiteren Baukörper. Beide sind mit einer Mauer verbunden, die ebenfalls Schießscharten aufweisen und zwei Tore, durch die man in den Innenhof gelangen kann. Davor befindet sich nochmals ein Palisadenzaun, der auch um einen Obstgarten herumreicht. Die im Geviert dahinter liegenden Gebäude sind offensichtlich die Wirtschaftstrakte. Daneben liegt ein weiteres zweigeschoßiges, mit Mansarden versehenes und durchaus herrschaftlich wirkendes Gebäude (Spiegelhaus). Die Bauten waren mit Seitenquaderungen versehen.
Die Wahlmühle ist heute ein zweigeschoßiges Gebäude, in dem zuletzt eine Brauerei betrieben wurde. Der hakenförmige Bau ist mit schmiedeeisernen Fensterkörben ausgestattet. Über dem Eingangstor ist die Jahreszahl 1699 zu sehen.